# モーセの律法
モーセの律法（モーセのりっぽう）は、古代イスラエルの宗教の建設のための法律である。この律法の機能のうち、律法は清いものと汚れたものを区別した。法律が旧約聖書のモーセ五書に記録された。キリスト教では、この法律の一部は司法律法のように区別されている。